# Syrisk Ortodoxa kyrkans ungdomsförbund
Syrisk Ortodoxa kyrkans ungdomsförbund (SOKU) grundades 1996 av Syrisk Ortodoxa Kyrkans ungdomar. SOKU är en rikstäckande organisation med 25 lokala föreningar runtom i landet. Organisationens medlemmar tillhör stiftet Patriarkaliska Ställföreträdarskapet för Syrisk Ortodoxa Kyrkan i Sverige.
Förbundet arbetar för att se till de syrianska ungdomarnas intressen på det religiösa, kulturella och sociala planet genom att anordna bibeltävlingar, körfestivaler, sommaraktiviteter och teologiska kurser i Sverige men även i kloster runtom i världen. Syrisk Ortodoxa kyrkans ungdomsförbund förkortas oftast som SOKU.

## Historia
Syrisk Ortodoxa Kyrkans Ungdomsförbund (SOKU) grundades officiellt 1996 av Syrisk Ortodoxa Kyrkans ungdomar. SOKU etablerades dock redan år 1984 som en kyrklig ungdomsförening av syrianska ungdomar men utvecklades med åren till en rikstäckande syrisk-ortodox ungdomsorganisation
SOKU är idag en rikstäckande organisation med 25 lokala föreningar runtom i landet med drygt 10 000 medlemmar. Organisationens medlemmar tillhör stiftet Patriarkaliska Ställföreträdarskapet för Syrisk Ortodoxa Kyrkan i Sverige. SOKU är ett av två syrisk-ortodoxa ungdomsförbund i Sverige.

## Syfte
Förbundet arbetar för att se till de syrianska ungdomarnas intressen på det religiösa, kulturella och sociala planet genom att anordna bibeltävlingar, körfestivaler, sommaraktiviteter och teologiska kurser i Sverige men även i kloster runtom i världen. SOKU har en anställd generalsekreterare och en föreningskonsulent som bistår förbundsstyrelsen och lokalföreningarna i deras arbete.

## Samarbetsorganisationer
SOKU erhåller ekonomiska medel från Myndigheten för ungdoms- och civilsamhällesfrågor (MUCF) och samarbetar med studieförbundet Bilda, Sankt Ignatios Andliga Akademi, Botkyrka folkhögskola, och har ständiga utbyten med den världsvida syrisk-ortodoxa kyrkan och stiften världen över.
Syrianska riksförbundet, Syrianska-Arameiska ungdomsförbundet, Syrianska-Arameiska akademikerförbundet och Syrianska FC är organisationer som SOKU samarbetar med gällande den syrianska-arameiska identiteten, kulturen och historien.

## Mediekanaler
SOKU är en av huvudmännen i den syrianska-arameiska satellitkanalen Suryoyo Sat.

## SOKU i media

### Uttalande kringfolkmordet på syrianeri det Ottomanska riket
I samband med att det passerade 100 år sedan folkmordet på bland annat syrianer i Ottomanska riket uppmanade SOKU tillsammans med stiftets ärkebiskop Dioscoros Benyamen Atas däribland den turkiska staten att bilda en sanningskommission om folkmordet, kallat Seyfo, på svenska översatt Svärdets år. Detta i likhet med Försonings- och sanningskommissionen som bildades i Sydafrika och som avsåg de övergrepp apartheidregimen begick på oskyldiga där fredsprismottagren Desmond Tutu spelade en avgörande roll. Ärkebiskopen och SOKU skrev "Vi syrianer behöver gå vidare och förlåta. Men för att fullt ut kunna förlåta måste vi också läka våra sår. Vi behöver bearbeta det trauma som folkmordet satt så djupt i oss och som blivit en del av vårt DNA".

### Debattartikel iSvenska Dagbladetkring kristnas utsatthet i Syrien
Den 2 september 2013 publicerade Svenska Dagbladet en debattartikel om de kristna minoriteternas situation i det Syriska inbördeskriget. Artikeln skrevs av SOKU tillsammans med Sveriges unga katoliker, Kristi Uppståndelses Ortodoxa församling av Antiokias grekisk-ortodoxa patriarkat samt Syrisk ortodoxa ungdomsförbundet.

### Debattartikel i Dagen kringMargot Wallströmsutrikesdeklaration 2016
Ungdomsförbundets ordförande kritiserade i ett debattinlägg den svenska utrikesministern Margot Wallström efter att utrikesdeklarationen 2016 publicerades. Främst på grund av att utrikesministern inte inkluderat eller uttalat nämnt det pågående folkmordet kristna i Mellanöstern.

Syrianer och andra utsatta minoriteter har tvingats på flykt, man har i hus efter hus, stad efter stad, snart land efter land förföljt dem och tvingat ut dem ur sina ursprungsländer. Av någon anledning verkar vår svenska utrikesminister missat alla rapporter som tyder på ett pågående folkmord. Ryms inte en av 2000-talets grymmaste och nu pågående rensningar av kristna syrianer i Mellanöstern i den svenska programförklaringen med visioner för Sveriges arbete i världen?

## Publikationer i urval
- Brock, Sebastian (2015). Den helige ande i den syriska doptraditionen. SOKU. ISBN 9789198247015
- Karim, Cyril Aphrem (2015). Korsets symbol hos de tidiga syriska kyrkofäderna. SOKU. ISBN 9789198247022. Läst 8 januari 2015
- Monofysit eller miafysit. SOKU. 2008. ISBN 9789163320590. Läst 8 januari 2016
- Det syrianska köket : tro, tradition och god mat. SOKU. 2015. ISBN 9789198247008. Läst 8 januari 2015
- Courtois, Sebastien (2016). Det glömda folkmordet : österns kristna, de sista araméerna. Syrisk Ortodoxa kyrkans ungdomsförbund SOKU. Libris 19215690. ISBN 9789198247046. Läst 7 mars 2016